# عنترة (مسرحية)

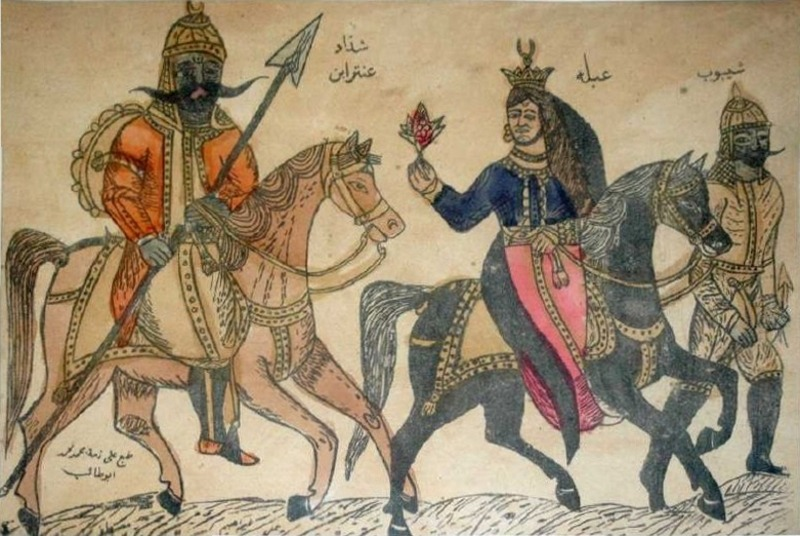

مسرحية عنترة وعبلة  تحفة أمير الشعراء أحمد شوقي حيث يعرض المسرح الشعري والشعر الغنائي العربي في أحسن صورة أمكن لكاتب مسرحي أن يعرض هذا النوع من الفن والأدب العربي. قد يمزج شوقي علم اللغة العربية القديمة مع فن المسرح الجديد عندما يضم تقنيات المسرح الأوروبي مع الشعر الجاهلي.
عنترة مسرحية تتألف من مأساة، وحب، وغناء، ورقص وجميع المكونات التي يجب على أي مسرحية مثيرة أن تكون عندها. إن شوقي كان يحاول أن ينافس شخصية عنترة التاريخية في كتابتة عندما اختار أن يكتب المسرحية بشكل شعري وبالعربية الجاهلية. لقد كان عنترة شاعر وفارس مشهور في جزيرة العرب قبل قدوم الإسلام للعرب. لا نعرف كثير عن هذا الفارس المبهم إلا أنه كان شجاع ووسيم. لذلك، نعتمد على شوقي ليرسم لنا صورة خيالية لهذا الشخص التاريخي ويحيه في أذهاننا.

## ملخص المسرحية
يقدم لنا شوقي حبكة المسرحية بإنها في زمن قبل الإسلام عندما كان العنصرية شيء طبيعي. بسبب ولادته لأم سوداء، عنترة كانت له ظروف صعبه في تربيته ولكن تعوض لهذه العيوب بملامحه الوسيمة، وقوته الشرسة التي يقارنها شوقي لشراسة الأسد، وشعره الشهير. مسرحية عنترة كذلك مسرحية دراماتيكية لأنه تحكي قصة حب بين عنترة وعبلة مثل ما تحكي مسرحية «روميو وجوليت» الشهيرة. مثل ما روميو ينتظر محبوبتة تحت نافذتها، عنترة ينتظر عبلة خارج مضارب بني عبس. شعره العميق أيضا يعرض حبه العذري لعبلة. ولكن حبهم لبعض ليس متبادل. هذه واقعية مسرح شوقي الذي يتميز عن «روميو وجوليت» لأن عندما شخصيتان شكسبير يحبان بعضهما بإخلاص، سخرية مسرحية شوقي هي أن تمثل واقع الحياة. نشاهد أن عبلة تحب عنترة فقط لإنجازاته الشعرية والحربية ولا تحبه لشخصيته العاطفية. برغم إنها لا تهتم بعنترة بنفس عنترة هذه القصة تعني كثير لكلاسيكيات الادب خاصه الأدبي الرومانسي الهجائي
حبه العميق، حبه لها سبب وضع عبلة «كنارا على رأس علم». نشاهد مواضيع أخرى تبين النواحي المختلفة في مسرحية دراماتيكية مثل عنترة. حوار صخر مع عبلة يعرض غيرته من عنترة. وأيضا، حب عنترة لعبلة يبين شجاعته في نهاية القراءة عندما ينوي أن يضحي بنفسه في سبيل إنقاذ عبلة. هذه الأمثلة تبين لنا أبعاد إنسانية مختلفة لشخصيات المسرحية.

## اللغة المسرحية
المسرحية أيضا ترسم صورة تاريخية واقعية عندما تبين الخلافات الطائفية بين القبائل العربية المختلفة. مراجعة شوقي لمواضيع العصر الجاهلي حيث يعرض لنا العادات والتقاليد حيث يشير إلى أديان العرب قبل الإسلام عندما عبلة تصلي «لطارا»، وهو أحد من إلة العرب القدماء. أيضا، استخدام شوقي للغة القديمة شيء مهم في المسرحية لأنه يعرض لنا العبارات التي كانت تستخدم في ذلك الوقت ولنستفيد من أصل لغتنا العصريه. كلمات مثل مطرح وهاتف لها معنى مختلف في الجاهلية، ولكن تعرفنا من أين أصل استخدامنا لهذه الكلمات في العربية الآن. كذلك نشاهد ثروة اللغة العربية عندما نقرأ كلمات تعبر عن أوصاف كثيرة بكلمة واحدة. كمثال، صفة «الحاشية» تعبر عن أن شخص يأتي من بيت ثري وأن ثيابة رقيقة وناعمه. نرى أن في الجاهلية، الكلمات البسيطة ترسم لنا صورة عميقة. إذن، استخدام شوقي لأدوات مسرحية مختلف يرسم صورة واقعية عن حبكة خيالية.